# Hybanthus fasciculatus
Hybanthus fasciculatus är en violväxtart som beskrevs av C. Grey-wilson. Hybanthus fasciculatus ingår i släktet Hybanthus och familjen violväxter. Inga underarter finns listade i Catalogue of Life.